# Anastatica
Anastatica is een geslacht uit de kruisbloemenfamilie (Brassicaceae). Het geslacht kent een soort: Anastatica hierochuntica.

## Voorkomen
De roos van Jericho (Anastatica hierochuntica) of 'opstandingsplant' is de enige soort uit dit geslacht. De plant behoort tot de stepperollers (tuimelkruid, tumble weed). De grijzige, kruidachtige plant komt van nature voor in westelijk Azië. De soort komt vooral in Syrië veel voor, maar ook de westelijke Sahara behoort tot het verspreidingsgebied. De plant wordt zelden hoger dan 15 cm.
Ze moet niet met de valse roos van Jericho (Selaginella lepidophylla) verward worden, die vooral rond kerstfeest in winkels verkocht wordt.

## Kenmerken
De naam opstandingsplant wijst op de eigenschap van de plant zeer lang zonder neerslag te kunnen. Wanneer er dan een keer neerslag is, loopt ze binnen een dag weer uit.

## Sagen en legenden
In de rooms-katholieke traditie zou Maria de plant op haar weg naar Egypte gezegend hebben. 
De plant is omgeven door mythische sagen, zo zou ze haar eigenaars geluk en zegen brengen.
De Portugese ontdekkingsreiziger Gil Eannes zou deze plant van zijn zeereis rond Kaap Bojador in het midden van de 15e eeuw naar Europa hebben meegebracht.

## Verzorging
Men moet de plant op een droge en warme plaats bewaren. Zodra men haar een waterbad geeft, begint de plant uit te lopen. Na hooguit een week dient men de plant hieruit te halen, want de plant kan niet verdrogen, maar wel verdrinken.